# 살바도르 발데스 메사

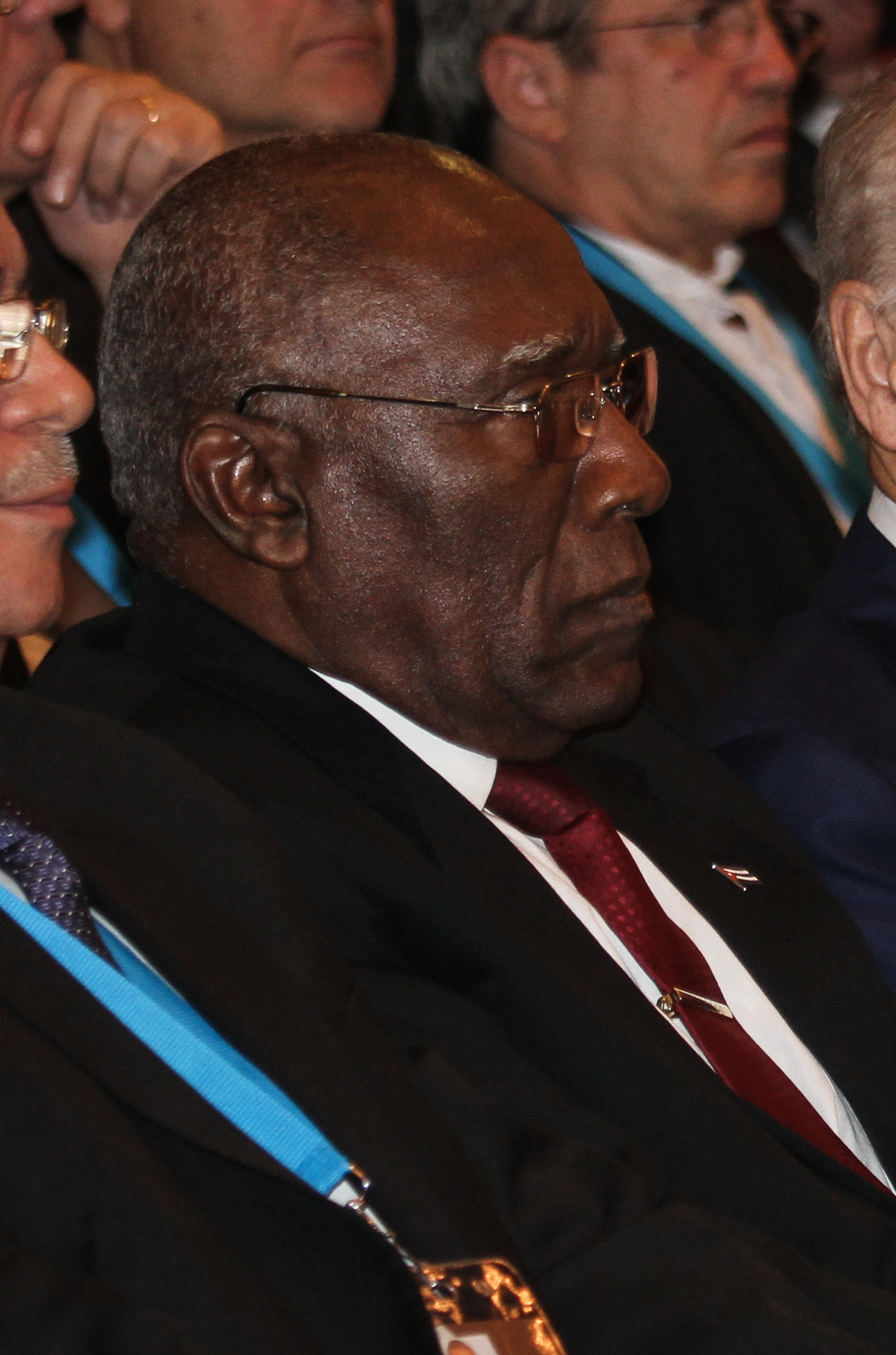
살바도르 발데스 메사

살바도르 발데스 메사(스페인어: Salvador Valdés Mesa, 1945년 6월 13일 ~ )는 쿠바의 정치인이자 전직 노동조합 지도자이다.
1961년부터 쿠바 청년반란군연합 소속으로 활동했으며 1995년부터 1999년까지 쿠바 공산당 카마궤이주 지부 제1서기, 쿠바 노동 및 사회안전상을 역임했다. 1993년부터 인민주권민족회의 의원을 역임했고 쿠바 공산당 중앙위원회 정치위원회 위원, 쿠바 국가평의회 위원을 역임했다.
2013년 2월 24일부터 2018년 4월 19일까지 쿠바 국가평의회 제1부의장을 역임했으며 2018년 4월 18일에는 미겔 디아스카넬 국가주석에 의해 쿠바 국가평의회 제1부의장으로 재임명되었다. 2019년 10월 10일에는 쿠바 헌법이 개정되면서 신설된 쿠바의 국가부주석으로 임명되었다.